# Messina (pirofregata corazzata)
La Messina è stata una pirofregata corazzata della Regia Marina.

## Caratteristiche e costruzione
Impostata nell'Arsenale di Castellammare di Stabia nel 1861 (si trattò della prima nave corazzata costruita nel cantiere stabiese), la nave era stata inizialmente progettata dal Generale Ispettore del Genio Navale ingegner Felice Mattei come pirofregata ad elica con scafo in legno. 
Nel corso della costruzione si decise però di dotarla di corazzatura, mediante l'applicazione di piastre corazzate dello spessore di 22 cm sullo scafo in legno. La nave risentì comunque dei problemi derivati dalla conversione dal progetto originario.

## Storia operativa
La vita operativa della Messina non fu particolarmente lunga (tredici anni), né ricca di eventi significativi. Varata nel 1864, la nave poté essere completata solo nel 1867, troppo tardi per partecipare alle operazioni della terza guerra d'indipendenza.
Nel 1870 l'armamento della pirofregata venne ridotto ad un minor numero di cannoni, ma molto più potenti: due giganteschi pezzi da 350 mm, quattro da 200 mm ed otto da 164 mm.
Il 14 gennaio 1871 la Messina finì accidentalmente arenata su una spiaggia del Lazio: per poter essere disincagliata, la grande nave dovette essere trainata dalla ben più piccola pirocorvetta Francesco Caracciolo.
Radiata nel 1880, la corazzata venne avviata alla demolizione.